# 이승조 (화가)
이승조(李承祚, 1941년 3월 18일 용천 ~ 1990년 7월 26일 서울)는 대한민국의 서양화가이다. 
'핵(Nucleus)'으로 명명되는 일련의 작품으로 알려져 있는 이승조는 1950년대 중반 한국화단에 나타난 추상표현주의에 반(反)하여 조형질서로의 회귀를 지향하였던 오리진(Origin)그룹의 창립멤버로 참여하면서 화단에 등장하게 된다. 또한 그는 한국아방가르드 협회(AG)의 창립멤버로도 활동하였으며 《제17회 대한민국미술전람회》(1968), 《제19회 대한민국미술전람회》(1970)에서 문화공부장관상을 수상했고 《제18회 대한민국미술전람회》(1969), 《제20회 대한민국미술전람회》(1971)에서 특선을 수상하는 등 다양한 활동을 전개하였다.
'충만한 에너지의 절제된 조형을 이룩했다'는 평가를 받아온 이승조는 특히 《제7회 카뉴(Cagnes)국제회화제》(1975)에서 국가상을 수상하였고, 제11회, 제14회 《상파울로 비엔날레》(1971, 1977)등 국제적인 전시회에서 절제된 균질감과 구조의 치밀성 및 긴장감을 표현했다는 호평을 받았다.
초창기 이승조의 회화는 대체로 넓은 색면이 대비되는 구성과 금속성이 강한 원통형의 이미지를 보여주었으나, 이후 1970년대 중반에 이르면서 단색의 모노크롬(Monochrome) 회화를 거쳐 1980년대에는 입체적 공간 구성과 단일 색면적 구성을 변증법적으로 종합한 조형 세계가 나타난다. 
이승조는 기하학적 추상이 빈약한 한국에서 최초로 기하학적 추상을 시도하여 정착시켰으며 더 나아가 시각적 착시효과를 일으키는 옵아트를 제시하면서 한국의 모더니즘 전개과정에 독보적인 자림 매김을 한 작가로 평가되고 있다.

## 학력
- 1960 오산고등학교 졸업
- 1965 홍익대학교 미술대학 회화과 졸업
- 1984 홍익대학교 대학원 졸업

## 경력
- 1966-70 동대문상업고등학교 교사
- 1970-78 성신여자고등학교 교사
- 1972 국전추천작가 선정(문화관광부)
- 1974-81 성신여자대학교 강사
- 1977-80 중앙대학교 예술대학 강사
- 1977-80 한국미술협회 이사
- 1979 국전초대작가 선정(문화관광부)
- 1981-88 중앙대학교 예술대학 회화과 조교수

## 수상
- 1968 제1회동아국제전 수상(동아대학교 주최 , 부산)

제17회대한민국미술전(국전)문화공보부장관상 수상(문화공고부 주최, 서울)
- 1969 제18회 대한민국미술전(국전)특선(문화공고부 주최, 서울)
- 1970 제19회 대한민국미술전(국전)문화공보부장관상 수상(문화공고부주최, 서울)
- 1971 제20회대한민국미술전(국전)특선(문화공보부 주최, 서울)
- 1975 제7회 Cagnes 국제회화제 국가상 수상 (Cagnes, France)
- 1980 제6회한국미술대상최우수상(한국일보사주최, 서울)

## 작품 전시회

### 개인전
- 1973 신세계 화랑 (서울)
- 1976 명동화랑(서울)
- 1978 한국화랑(서울)
- 1980 관훈미술관(서울)
- 1984 미화랑(서울)
- 1987 두손갤러리(서울)
- 1991 호암갤러리(중앙일보사 주최, 서울)
- 1996 토탈미술관,갤러리현대(서울)
- 2000 부산시립미술관(부산)

### 단체전
- 1963-1970 Origin동인전
- 1967 한국청년작가연립전 (국립중앙공보관, 서울)
- 1968 현역작가초대전 (문화공보부주최, 서울)
- 1968-1969 한국현대작가초대전 (조선일보사주최, 서울)
- 1970 한국미술대상전 (한국일보사주최, 서울)

A.G전 ‘확장과 환원의 역학’ (국립중앙공보관, 서울)
- 1971 A.G전 ‘현실과 실현’ (국립현대미술관, 서울)

A.G 판화전 (국립중앙공보관,서울)
회화 오늘의 한국전 (명동화랑, 서울)
제11회 Sao Paulo Biennale (브라질)
한국청년작가 6인선전 ( Tokiwa화랑, 동경, 일본)
서울. 부산현대작가교류전 (부산)
- 1973 제1회 Independants전 (국립현대미술관, 서울)

한국현대미술 1957-1972 조형과 반조형전 (명동화랑, 서울)
한국판화작가초대전 (한국예술화랑, 서울)
한국현역작가 100인전 (국립현대미술관, 서울)
서울현대미술 13인전 (Signum화랑기획, 동경, 일본)
4인전 (명동화랑,서울)
- 1974 미술회관 개관기념전 (미술회관, 서울)

제1회 대구현대미술제 (대구)
- 1975 공간미술대상전 (공간화랑, 서울)

제1회 서울현대미술제 (국립현대미술관, 서울)
제3회 Independants전 (국립현대미술관, 서울)
제1회 École de Seoul전 (국립현대미술관, 서울)
제2회 대구현대미술제 (계명대학미술관, 대구)
제7회Cagnes 회화제 (Cagnes, France)
- 1976 한국현대미술 8인초대전 (서울화랑, 서울)

제2회 École de Seoul전 (국립현대미술관, 서울)
제4회 Independants전 (국립현대미술관, 서울)
제2회 서울현대미술제 (국립현대미술관, 서울)
제1회 광주현대미술제 (전일미술관, 광주)
제1회 부산현대미술제 (시민회관화랑, 부산)
- 1977 한국현대미술의 단면전 (Central미술관, 동경, 일본)

동문전 (서울화랑 태인화랑, 서울)
제1회 강원현대미술제 (춘천)
한국현대서양화대전 (국립현대미술관주최, 서울)
한국현대화전 (국립역사박물관, 중국)
제14회 Sao Paulo Biennale (브라질)
서양화대전 (국립현대미술관, 서울)
제3회 대구 현대미술제 (시민회관미술관, 대구)
제5회 Independants전 (국립현대미술관, 서울)
제3회 École de Seoul전 (국립현대미술관,서울)
제3회 서울현대미술제 (국립현대미술관, 서울)
- 1978 Work on paper전(견지화랑, 서울)

제6회 Independants전 (국립현대미술관, 서울)
제4회 École de Seoul전 (국립현대미술관, 서울)
한국현대미술20년의 동향전 (국립현대미술관, 서울)
- 1979 제7회 Independants전 (국립현대미술관, 서울)

제5회 서울현대미술제 (국립현대미술관, 서울)
현대작가14인 초대전 (엘칸토미술관, 서울)
한국미술 금일의 방법전 (미술회관, 서울)
Work on paper전 (진화랑. 서울)
제11회 Cagnes 국제회화제(한국Commissioner도불현지참가, France)
제5회 École de Seoul전 (국립현대미술관, 서울)
제6회 서울현대미술제 (미술회관, 서울)
- 1980 80현대작가 36인전 (관훈미술관, 서울)

한국판화 드로잉대전 (국립현대미술관,서울)
한국현대미술 62인 초대전 (동방화랑, 부산)
아시아현대미술전 (후쿠오카미술관, 일본)
한국현대미술전 (명성컨트리 클럽, 서울)
홍익현대미술 초대전 (홍익대학교박물관, 서울)
제6회 한국미술대상전 (최우수상 수상)-한국일보사주최, 서울
제30회 국전초대작가,심사위원역임
- 1981 한국미술 81인전 (국립현대미술관, 서울)

오늘의 상황전 (관훈미술관, 서울)
제6회Ecole de Seoul전 (관훈미술관, 서울)-commissioner
서울10인의 작업 (관훈미술관, 서울)
현대작가 초대전 (해목화랑, 목포)
제7회 서울현대미술제 (미술회관, 서울)
제30회 국전초대작가,심사위원역임
- 1982 현대,종이의 조형전-한국과 일본-(국립현대미술관, 서울)

토탈미술관 개관기념초대전(토탈미술관, 서울)
서울 국제MAIL-ART전 (관훈미술관, 서울)
제7회 École de Seoul전(관훈갤러리) -commissioner
현대미술전 (국립현대미술관, 서울)
현대작가판화.드로잉전(관훈미술관,명동화랑,고려화랑,송원화랑공동주최, 서울)
- 1983 ‘83 현대미술초대전 (국립현대미술관,서울)
- 1984 서울.종이작업 84’ (국립현대미술관, 서울)

60년대의 한국현대미술 앵포르멜과 그 주변 (워커힐미술관, 서울)
국제드로잉대전 지명 초대전(서울국제예술센터주최, 문예진흥원미술회관, 서울)
한국현대미술전 (타이페이 미술관, 타이페이)
- 1985 ‘85현대미술대전 (국립현대미술관, 서울)

극소화와 극대화전 (후화랑 전화랑 공동기획, 서울)
제11회 서울현대미술제(문예진흥원미술회관, 서울)
’85 서울시 미술대전 (서울시 주최, 서울)
- 1986 ’86 서울시 미술대전 (서울시 주최, 서울)

제11회 École de Seoul전(관훈갤러리)
현대미술검증 초대전 (백송화랑, 서울)
후기추상 9인전 (바탕골미술관, 서울)
’86 대한민국 미술대전 (국립현대미술관, 서울)
한국현대미술의 어제와 오늘 (국립현대미술관, 서울)
- 1987 4인의 초대전 (힐튼화랑, 서울)

’87 서울 미술대전 (서울시 주최, 서울)
한국현대미술에서의 흑과 백전(국립현대미술관, 서울)
’87 현대미술 초대전 (국립현대미술관, 서울)
제6회 대한민국 미술대전 심사 (국립현대미술관, 서울)
’87 수화랑 기획 소형 작업전 (수화랑, 서울)
13인의 메시지전 (백송화랑, 서울)
제12회 École de Seoul전 (관훈미술관, 서울)
- 1988 조선일보미술관 개관기념전 (조선일보사, 서울)

한국현대미술전 - 제24회 서울 올림픽대회 기념 (국립현대미술관, 서울)
현대회화 70년대의 흐름 (워커힐 미술관, 서울)
’88 서울 미술대전 (서울시 주최, 서울)
한국현대미술의 오늘 (토탈미술관, 서울)
충청남도 미술대전 심사
제14회 서울현대미술제 (문예진흥원 미술회관, 서울)
석남 이경성선생 고희 기념전 (호암갤러리, 서울)
- 1989 한국현대미술-80년대의 정황 (동숭아트센터 , 서울)

제14회 École de Seoul전 (관훈미술관, 서울)
관훈미술관 개관10주년 89인전 (관훈미술관, 서울)
제15회 서울 현대미술제 운영위원
5인전 (힐튼미술관,서울)
- 1990 7월 26일 별세
- 1991 한국현대미술의 한국성 모색 2-환원과 확장의 시기 (한원 갤러리, 서울)

한국현대미술의 한국성 모색 3-갈등과 대결의 시대 (한원 갤러리, 서울)
- 1992 제17회 École de Seoul전-이승조화백추모특별전 (관훈미술관, 서울)
- 1993 한국현대미술-격정과 도전의 세대 (토탈미술관, 서울)
- 1995 국내외 작가 52인전 (갤러리 현대)
- 1996 70년대 한국의 모노크롬전(갤러리 현대,서울)
- 1997 김순권박사 후원 기금조성 특별전(미화랑, 서울)

심문섭, 이승조, 이강소, 최명영, 서승원, 박석원(시공갤러리, 서울),
- 1999 5m展 –종로갤러리
- 2001 요절과 숙명의 작가전 (가나아트센터, 서울)

전시의 풍경전 3부-장려와 연술 (갤러리M, 대구)
- 2002 현대미술이라는 이름의 보물섬전 (바탕골미술관, 경기)

사유와 감성의 시대전 (국립현대미술관, 서울)
추상화의 이해전 (성곡미술관, 서울)
- 2003 Painting & Drawing (바탕골미술관, 경기)

확장과 환원의 역학-기하하적 추상과 탈모던의 기록(한전아트센터, 서울)
- 2004 한국의 평면회화,어제와오늘 (시립미술관, 서울)
- 2005 회복- 호남추상원류를 찾아서(우제길미술관, 광주)
- 2006 현대미술의 환원과 확산- 오리진 회화협회1962-2006(예술의 전당 한가람미술관, 서울)
- 2007 한국 추상회화 1958-2008 (서울시립미술관, 서울)
- 2008 국립현대미술관- KAIST 공동 기획: 과학정신과 한국현대미술 – Artists, What is Science for You? (KAIST, 대전)

ASSOULINE 출판기념 한국현대미술 대표작가 9인전 (노화랑, 서울)
- 2009 THE COLOR OF NATURE- MONOCHROME ART IN KOREA(WELLSIDE GALLERY, 상하이)

## 평가
평론가 발췌문 및 작가노트
이승조는 그의 반복적인 기하학적 패턴의 구성과 억제된 색조와 함께 단연 ‘환원’이라는 명제에 가장 걸 맞는 대표적 작가로 꼽힐 수 있다. 
– 이일, 한국 기하학적 추상의 한 전형, 1991

부드러운 모노크롬의 억제된 반복적 변주에 따라 색띠와 색면은 서로 호응하면서 화면전체에로 확산되어 가며 무한의 연속적인 내재적 리듬을 타고 은밀히 진동한다. 그리고 거기에서 우리는 매우 차가운 조형세계를 추구해 온 이승조의 내면에 숨어있는 세련된 감성의 잔잔한 여운 같은 것을 느낄 수 있는 것이다.
- 이일, 한국 기하학적 추상의 한 전형, 1991

이승조는 자신의 개인사나 당대의 상황사의 문맥으로 보아 '평면과의 대결'을 최대의 지향점으로 삼고 논리적 사유와 세계의 구조를 회화적으로 유추해 낸 집념의 작가였다. 평면과의 대결을 통해 절대자에 귀의하고자 했으며 이로써 전후(戰後)세대가 체험했던 허무주의를 극복하고자 하였다. 그는 분명히 우리 현대미술사에 그의 족적이 기록되는 영광을 누리게 될 것이다.
– 김복영, 25년 음양대치적 환원의 시대, 1991

많은 사람들이 지적 했듯이 고집스럽게 한 방향을 추진해 온 작가로서의 이승조가 갖는 이미지는 변화의 부침이 심한 우리의 풍토에선 대단히 귀중한 존재로 부각된다. 더욱이 논리적인 작업의 전통이나 체험이 빈약한 우리의 현대미술 속에서 그가 보여주었던 끈질긴 논리화의 작업은 더없이 이채롭게도 보인다. 이 하나의 작업과정만으로도 그는 우리 현대미술사에 길이 남을 것이다.
-오광수, 투철한 조형의식 – 이승조의 세계, 1996

나를 ‘파이프 통의 화가’라고 부르는 사람도 있다. 별로 원치도 않고 또 싫지도 않은 말이다. 구체적인 대상의 모티브를 전제하지 않은 반복의 행위에 의해 착시적인 물체성을 드러내고 있음을 두고 하는 말일 것이다. 물론 현대문명의 한 상징체로서 등장시킨 것도 아니다 
- 이승조의 작가노트 에서